# Tidal (album)
Az 1996-os Tidal Fiona Apple első nagylemeze. A Billboard 200-on a 15. helyig jutott. 1996 decemberében lett aranylemez, 1997 júliusában platina, duplaplatina 1998 októberében, a tripla platina minősítést 1999 áprilisában kapta meg.
Hat kislemez jelent meg róla: Shadowboxer, Slow Like Honey, Sleep to Dream, The First Taste, Criminal és Never Is a Promise. A Criminalért elnyerte az 1998-as Grammy-díjat a legjobb női rockénekes teljesítményért. A Rolling Stone olvasói egy felmérésben 1997 kislemezének választották. A The First Taste-hez készült egy videóklip, de ezt sosem adták le Amerikában.
Az album szerepel az 1001 lemez, amit hallanod kell, mielőtt meghalsz című könyvben.

## Az album dalai
|     | Cím                | Szerző(k)   | Hossz |
| --- | ------------------ | ----------- | ----- |
| 1.  | Sleep to Dream     | Fiona Apple | 4:08  |
| 2.  | Sullen Girl        | Apple       | 3:53  |
| 3.  | Shadowboxer        | Apple       | 5:24  |
| 4.  | Criminal           | Apple       | 5:41  |
| 5.  | Slow Like Honey    | Apple       | 5:56  |
| 6.  | The First Taste    | Apple       | 4:46  |
| 7.  | Never Is a Promise | Apple       | 5:54  |
| 8.  | The Child Is Gone  | Apple       | 4:14  |
| 9.  | Pale September     | Apple       | 5:50  |
| 10. | Carrion            | Apple       | 5:43  |

## Közreműködők

### Zenészek
- Fiona Apple – zongora, ének, optigan (optikus orgona)
- George Black – dob
- Jon Brion – gitár, zongora, hárfa, marimba, vibrafon, chamberlin, dulciton, optigan, honky-tonk zongora
- Matt Chamberlain – ütőhangszerek, dob
- Larry Corbett – cselló
- Danny Frankel – dob
- Rob Laufer – gitár
- Sara Lee – basszusgitár
- Greg Leisz – pedal steel gitár, steel gitár
- Amber Maggart – ének, vokál
- Ralph Morrison – hegedű
- Claudia Parducci – hegedű
- Greg Richling – basszusgitár
- Dan Rothchild – basszusgitár
- Andrew Slater – optigan
- Patrick Warren – zongora, chamberlain
- Evan Wilson – brácsa

### Produkció
- producer – Andrew Slater
- hangmérnök – Claude "Swifty" Achille, Niko Bolas, Mark Endert, Brian Scheuble, Jim Wirt
- hangmérnökasszisztens – Troy Gonzalez, Al Sanderson
- keverés – Mark Endert
- keverőasszisztens – Tom Banghart
- mastering – Ted Jensen
- produkciós koordinátor – Valerie Pack
- dob programozása – George Black
- vonósok hangszerelése – Van Dyke Parks, Evan Wilson
- művészi vezető – Fred Woodward
- fényképek – Nathaniel Goldberg

## Fordítás
Ez a szócikk részben vagy egészben a Tidal (album) című angol Wikipédia-szócikk ezen változatának fordításán alapul.  Az eredeti cikk szerkesztőit annak laptörténete sorolja fel. Ez a jelzés csupán a megfogalmazás eredetét és a szerzői jogokat jelzi, nem szolgál a cikkben szereplő információk forrásmegjelöléseként.